# Léon Tellier
Léon Tellier war ein französischer Segler.

## Erfolge
Léon Tellier nahm an den Olympischen Spielen 1900 in Paris teil, wo er in drei Wettbewerben antrat. Als Crewmitglied der Yacht Sarcelle misslang ihm in der gemeinsamen Wettfahrt noch die Zieleinfahrt, wurde aber dafür in der ersten Wettfahrt in der Bootsklasse 0 bis 0,5 Tonnen Dritter. Bei der zweiten Wettfahrt verpasste er als Vierter eine weitere Podiumsplatzierung. Zur Crew der Sarcelle gehörte in allen Wettfahrten neben Tellier noch Gaston Cailleux, Skipper des Bootes war Henri Monnot.